# ويليام كليمنت
ويليام كليمنت (بالإنجليزية: William Thomas Clement)‏ (1820 بتشاوتون في المملكة المتحدة - 1864 في المملكة المتحدة) هو رياضي ولاعب كريكت بريطاني (وحمل سابقاً جنسية المملكة المتحدة لبريطانيا العظمى وأيرلندا). لعب مع Hampshire county cricket teams ‏.